# Mesothen endoleuca
Mesothen endoleuca là một loài bướm đêm thuộc phân họ Arctiinae, họ Erebidae.